# Dinastía XV de Egipto

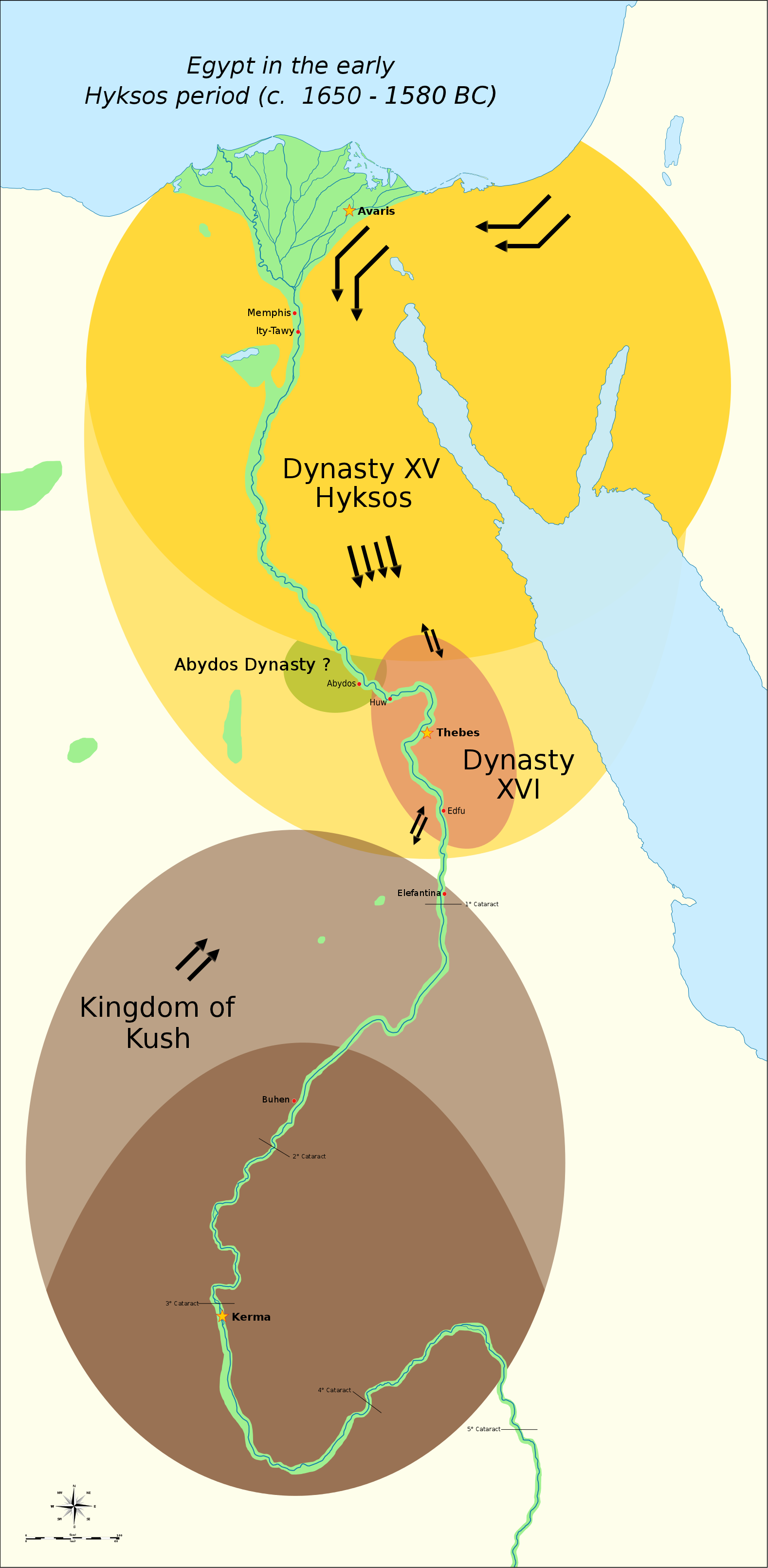
Zonas de influencia de las dinastías del Segundo periodo intermedio de Egipto.

La Dinastía XV o Decimoquinta Dinastía transcurre c. 1650 a. C. al 1500 a. C. y pertenece al Segundo periodo intermedio de Egipto. Fue gobernada por los hicsos, que controlaron el norte del país. Según Manetón, habrían reinado seis monarcas. Sus nombres están inscritos en el décimo epígrafe del Canon Real de Turín. 

## Historia de la dinastía XV
La continua afluencia de trabajadores asiáticos, especialmente bajo Amenemhat III, desniveló el equilibrio demográfico en el norte del país. Estos son los extranjeros hicsos, heqa Jasut, los «jefes de países extranjeros», población de origen asiática establecida en el Delta varias generaciones antes, que aprovechan las nuevas oleadas migratorias con origen en el Cercano Oriente para propagar su influencia y afianzarse progresivamente en el norte de Egipto. 
Los soberanos hicsos en contacto con la civilización egipcia, mucho más avanzada, adoptan su protocolo y sus títulos reales. Durante su gobierno en Egipto, conservan la organización administrativa existente. De hecho, ellos utilizarán funcionarios egipcios. Estos, vasallos circunstanciales de los soberanos extranjeros mantienen sin embargo intacto su orgullo nacional y la profunda devoción a sus dioses. 
La dominación de los hicsos se ejerció de varias maneras. Los reyes de la dinastía XV tienen un control absoluto en la zona este del Delta, desde Avaris, y dejan en el resto del Delta, como caciques, a vasallos asiáticos. Crean pequeños dominios controlados por subordinados egipcios en el Egipto Medio. Estos subordinados constituyen la dinastía XVI. Todos estos territorios tienen recaudadores de impuestos, que llevan el título egipcio de directores del tesoro. 
Imponen su autoridad a los gobernantes coetáneos de la dinastía XVII que controlan parte del Alto Egipto (los primeros ocho nomos situados entre Elefantina y Abidos) situando algunas guarniciones en lugares estratégicos. Los hicsos van a acrecentar su dominación manteniendo alianzas con los soberanos de Nubia para debilitar a los gobernantes tebanos y controlar el país bajo su mando. 
No obstante, un grupo de egipcios, surgido en Tebas, que forma parte de la dinastía XVII, se pondrá a la cabeza de una rebelión contra la dominación de los gobernantes extranjeros. Sus líderes, probablemente desde Seqenenra Taa, se enfrentarán a los hicsos y llegarán a dominar todo Egipto. 
Posiblemente, fue en esta época cuando el José bíblico llega a Egipto.

## Gobernantes de la dinastía XV de Egipto
| Nombre Común | Comentarios | Reinado   |
| ------------ | ----------- | --------- |
| Salitis      | –           | 1650–1631 |
| Semqen       | --          | 1631-1625 |
| Bnon         | –           | 1625–1612 |
| Apacnan      | –           | 1612-1603 |
| Iannas       | –           | 1603-1583 |
| Apofis I     | –           | 1583–1522 |
| Apofis II    | –           | 1522–1513 |
| Jamudy       | –           | 1513-1503 |

## Gobernantes de la dinastía XV en los antiguos textos
| Nombre de Trono | Nombre de Sa-Ra | Flavio Josefo | Años | Julio Africano | Años | Jorge Sincelo | Años |
| --------------- | --------------- | ------------- | ---- | -------------- | ---- | ------------- | ---- |
| Sejaenra        | Sharek          | Salitis       | 19   | Saites         | 19   | Silites       | 19   |
| Semqen          |                 |               | 6    |                | 6    |               | 6    |
| Maaibre         | Sheshi          | Bnon          | 13   | Bnon           | 13   | Baion         | 13   |
| Meruserra       | Yaqebhor        | Apacnan *     | 37   | Pacnan         | 61   | Apacnas       | 9    |
| Seuserenra      | Jyan            | Iannas *      | 50   | Staan          | 50   | Sethos        | 20   |
| Aauserra        | Apepi           | Apofis        | 61   | Afofis *       | 61   | Aiofis        | 61   |
| Apofis II       |                 |               |      |                |      |               | 9    |
| Nejyra          | Jamudy          | Assis         | 49   | Arcles *       | 49   |               | 10   |

Nota: Escritos en orden inverso (*)

## Cronología de la dinastía XV
Cronología estimada por los siguientes egiptólogos: 
- Primer faraón: Salitis
  - 1630-1615 (Franke)

- Último faraón: Jamudy
  - 1565-1555 (Redford)
  - 1545-1535 (Dodson)
  - 1541-1540 (Ryholt)
  - c.1525 (von Beckerath, Helck)

## Cronograma del segundo periodo intermedio de Egipto
| Xois                     | Avaris                | Bajo Egipto            | Egipto Medio            | Alto Egipto              | Baja Nubia       |
| ------------------------ | --------------------- | ---------------------- | ----------------------- | ------------------------ | ---------------- |
|                          |                       |                        | Dinastía XIII de Egipto |                          |                  |
| Dinastía XIV de Egipto   |                       |                        |                         |                          |                  |
|                          | Dinastía XV de Egipto |                        |                         |                          |                  |
| Dominación de los Hicsos |                       | Dinastía XVI de Egipto |                         | Dominación de los Hicsos |                  |
|                          |                       |                        |                         |                          | Dinastía Kushita |
|                          |                       |                        |                         | Dinastía XVII de Egipto  |                  |
|                          |                       |                        |                         |                          |                  |
|                          |                       |                        |                         |                          |                  |
|                          |                       |                        |                         |                          |                  |